# أندي سلاتر
أندي سلاتر (بالإنجليزية: Andy Slater)‏ هو مقدم برامج إذاعية أمريكي، ولد في 15 ديسمبر 1968 في ميامي في الولايات المتحدة.